# Oligoceen
| Systeem Periode                            | Serie Tijdvak | Etage Tijdsnede | Ouderdom (Ma) |
| ------------------------------------------ | ------------- | --------------- | ------------- |
| Neogeen                                    | Mioceen       | Aquitanien      | jonger        |
| Paleogeen                                  | Oligoceen     | Chattien        | 23,03–28,1    |
| Paleogeen                                  | Oligoceen     | Rupelien        | 28,1–33,9     |
| Paleogeen                                  | Eoceen        | Priabonien      | 33,9–38,0     |
| Paleogeen                                  | Eoceen        | Bartonien       | 38,0–41,3     |
| Paleogeen                                  | Eoceen        | Lutetien        | 41,3–47,8     |
| Paleogeen                                  | Eoceen        | Ypresien        | 47,8–56,0     |
| Paleogeen                                  | Paleoceen     | Thanetien       | 56,0–59,2     |
| Paleogeen                                  | Paleoceen     | Selandien       | 59,2–61,6     |
| Paleogeen                                  | Paleoceen     | Danien          | 61,6–66,0     |
| Krijt                                      | Boven         | Maastrichtien   | ouder         |
| Indeling van het Paleogeen volgens de ICS. |               |                 |               |

Het geologisch tijdperk Oligoceen (Grieks: ὀλίγος (oligos) = weinig, gering; καινός (kainós) = nieuw) is een tijdperk in de geologische tijdschaal, dat duurde van 33,9 tot 23,03 miljoen jaar geleden (Ma). Het Oligoceen komt na het Eoceen en wordt gevolgd door het Mioceen.
Het Oligoceen was een tijdperk met een relatief koel klimaat, waarin er een ijskap op Antarctica lag en de bossen die de continenten bedekten plaatsmaakten voor open grasland. Dit beïnvloedde de evolutie van zoogdieren: er verschenen steeds grotere grazende planteneters, met name onder de evenhoevigen. Een andere groep die sterk opkwam waren de insecten. Onder de primaten verschenen de eerste soorten die op moderne apen leken.

## Paleogeografieenpaleoklimaat
De continenten lagen tijdens het Oligoceen niet ver van hun huidige posities af, op enkele uitzonderingen na. Zuid-Amerika begon van Antarctica af te bewegen naar het noorden. De Landengte van Panama, de landbrug die tegenwoordig Noord- en Zuid-Amerika verbindt, bestond echter nog niet.
De afkoeling van het klimaat, die halverwege het Eoceen begonnen was, versnelde dankzij het ontstaan van de Circum-Antarctische zeestroming rond Antarctica. Deze zeestroming zorgt er ook tegenwoordig nog voor, dat Antarctica thermisch geïsoleerd ligt van de rest van de wereld. Aan het begin van het Oligoceen groeide de ijskap op de zuidpool aan, waardoor het klimaat verder afkoelde en het eustatisch zeeniveau daalde. Het Oligoceen was een relatief koel tijdvak, in het Mioceen werd het klimaat weer warmer.
Aan het begin van het Oligoceen verdwenen de loofbossen uit de poolstreken en op gematigde breedte maakten de tropische bossen plaats voor gematigd loofbos en naaldbos. Nog niet door gletsjers bedekte delen van Antarctica waren bedekt met toendra.
Het in stappen sluiten van de Tethysoceaan tussen Eurazië in het noorden en Afrika en India in het zuiden zorgde voor de vorming van onder andere de Alpen, Pyreneeën en Himalaya (samen de Alpiene orogenese genoemd). Door het omhoog komen van de Alpiene gebergtegordels raakten delen van de sluitende Tethysoceaan afgesloten van de Indische Oceaan, dit wordt de Paratethyszee genoemd. Aan het einde van het Oligoceen kwamen ook India en Azië aan elkaar te liggen, hoewel de convergente beweging van de platen hier ook tegenwoordig nog door gaat.
Vanwege overeenkomsten in de fauna's van Europa en Noord-Amerika wordt aangenomen dat er tussen deze twee continenten een landbrug moet zijn geweest in het vroege Oligoceen.
Zowel Nederland, het noorden van België en het noorden van Duitsland (tot de Ardennen, Eifel en Harz) lagen tijdens het Oligoceen onder water. Ten noorden van de zich vormende Alpen lag ook een zee, die met de Noordzee verbonden was door een 300 km lange en maximaal 40 km brede zeestraat. Deze liep van de omgeving van Kassel door de Boven-Rijngraben naar Bazel.

## Stratigrafieengeologie

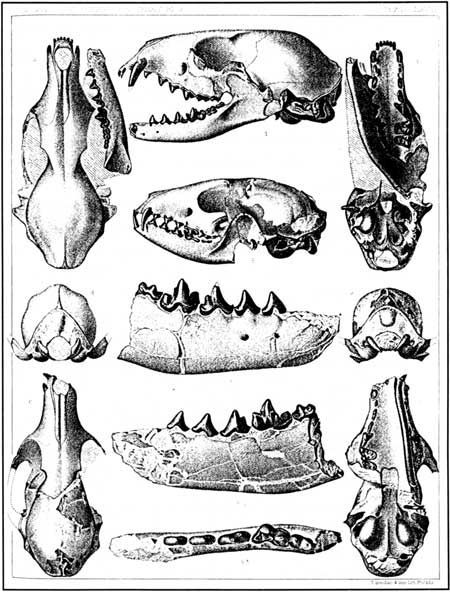
Tekening van fossielen van Oligocene hondachtigen (Canidae) uit de Amerikaanse John Day Formation, door de paleontoloog Edward Drinker Cope in 1884.

Het Oligoceen werd in 1857 door Heinrich Ernst Beyrich ingevoerd. Daarvoor werden Oligocene gesteentelagen gerekend tot het al langer bekende Eoceen. In de officiële geologische tijdschaal van de ICS heeft het Oligoceen de status van tijdvak of serie. Het is de jongste van drie tijdvakken (Paleoceen, Eoceen en Oligoceen), die samen de periode Paleogeen vormen. Het Oligoceen wordt zelf onderverdeeld in twee tijdsnedes of etages: Rupelien en Chattien.
Gesteentelagen uit het Oligoceen zijn, vanwege de geringe ouderdom, vaak nog niet of slechts ten dele geconsolideerd. In België wordt het Oligoceen vertegenwoordigd door de bovenste delen van de Tongeren Groep, de Rupel Groep en de Formatie van Voort. Dit zijn voornamelijk ondiep mariene zanden en kleien. In Nederland zijn dezelfde afzettingen ook aanwezig in de ondergrond, de twee eerstgenoemde eenheden hebben daar echter de status van een formatie (Formatie van Tongeren, Formatie van Rupel) en de laatste de status van een laagpakket (Laagpakket van Voort, onderdeel van de Formatie van Veldhoven).

### Vindplaatsen vanfossielen
De Formatie van Borgloon in België (onderdeel van de Tongeren Groep) is bekend vanwege de fossielen van mollusken die erin gevonden worden. Een andere bekende vindplaats van fossielen uit het Oligoceen is de Doberg bij het Duitse Bünde.
Hoewel niet bijzonder rijk aan fossielen, is de Boomse Klei in België (een diepwaterafzetting die een groot deel van het Oligoceen in deze regio beslaat) bekend wegens het voorkomen van mollusken, die al beschreven en afgebeeld werden in vroege publicaties van paleontonlogen als De Koninck (1837) en  Nyst (1845).
Terrestrische fossielen uit het Eoceen worden bijvoorbeeld gevonden in de Phosphorites du Quercy in Frankrijk. In de Bugti Hills in Pakistan zijn fossielen van primitieve lemuren (Haplorrhini) gevonden. Bij Riversleigh in Australië zijn fossielen van Oligocene zoogdieren, vogels en reptielen gevonden in een in zoet water gevormde kalksteen. De John Day Formation en de Brule-formatie in de V.S. zijn andere bekende vindplaatsen van Oligocene zoogdieren.

## Leven
Op de overgang tussen het Eoceen naar het Oligoceen (33,9 miljoen jaar geleden) vond in Eurazië een grote verandering in de fauna plaats, die de grande coupure genoemd wordt. Veel soorten zoogdieren stierven uit terwijl nieuwe soorten verschenen. Vaak wordt deze verandering verklaard door de snelle afkoeling van het klimaat aan het begin van het Oligoceen, of de daling van het zeeniveau, waardoor landbruggen ontstonden waarover soorten konden migreren. De nieuwkomers kunnen de autochtone fauna hebben verdrongen. Ook in de zee vond op de overgang tussen Eoceen en Oligoceen een massa-extinctie plaats, vooral van soorten foraminiferen en kalkig nannoplankton. Het lijkt erop dat ook dit uitsterven veroorzaakt werd door de wereldwijde afkoeling van het klimaat.
Vanwege hun geïsoleerde ligging had zich op de continenten India, Australië, Antarctica en Zuid-Amerika een specifieke, eigen flora en fauna kunnen ontwikkelen. Zuid-Amerika werd bijvoorbeeld gedomineerd door schrikvogels zoals Andrewsornis. Afrika, dat sinds het Krijt ook geïsoleerd had gelegen, kwam nu tegen Eurazië aan te liggen. Tussen Noord-Amerika en Siberië lag gedurende het Oligoceen de een landbrug en ook tussen Europa en Noord-Amerika en Europa en Siberië waren verbindingen.

### Flora
De afkoeling en verdroging van het klimaat had een duidelijk effect op de vegetatie. In het Eoceen kwamen nog tropische soorten als palmen voor in Noord-Europa, deze maakten in het Oligoceen plaats voor gematigde loof- en naaldbossen. Ook verschenen er meer open graslanden, waardoor de grassen en bedektzadigen zich sterk konden uitbreiden. De grassen waren al in het Eoceen verschenen maar zouden pas in de loop van het Oligoceen een dominante rol gaan spelen.

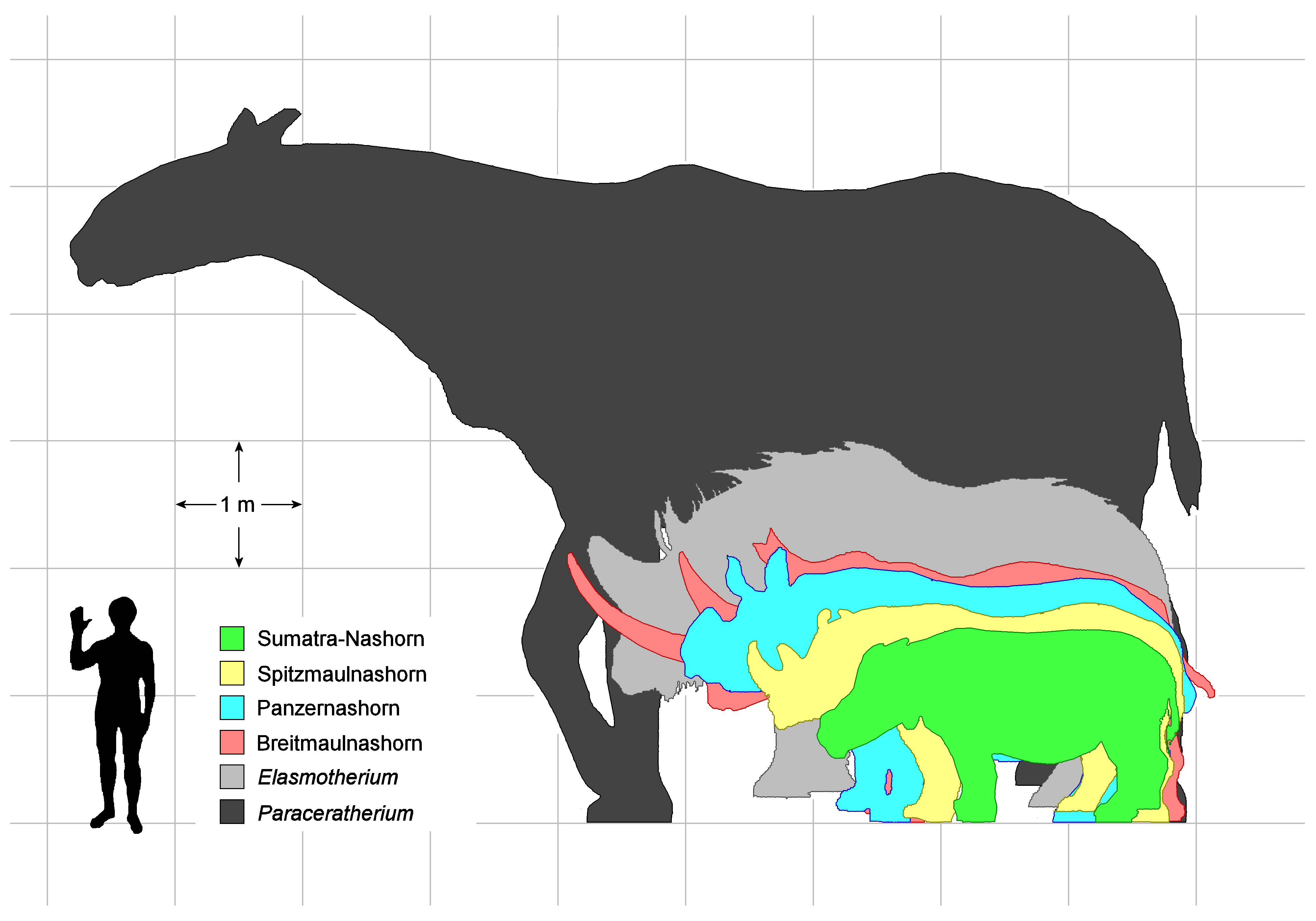
De Oligocene neushoornachtige Paraceratherium was het grootste op het land levende zoogdier ooit. Hier de grootte samen met die van andere neushoornachtigen en de mens.

### Terrestrische fauna
Omdat het landschap meer open werd dan tijdens het Eoceen, waren grotere soorten in het voordeel. Gedurende het Oligoceen verschenen dan ook veel grotere zoogdiersoorten. Omdat er veel groepen tijdens de grande coupure uitstierven, zijn de zoogdieren van het Oligoceen een stuk moderner dan die van het Eoceen.
De groep die het meest profijt had van het opener landschap van het Oligoceen waren de hoefdieren. Onder onevenhoevigen valt vooral de evolutie van de neushoorns op. In het Eoceen waren drie families ontstaan, Hyracodontidae, Amynodontidae en Rhinocerotidae, die tijdens het Oligoceen verder ontwikkelden maar waarvan tegenwoordig alleen nog de laatste bestaat. Terwijl sommige Oligocene Hyracodontida niet groter werden dan tegenwoordig honden, kon de enorme Paraceratherium 7,5 meter hoog worden. Dit is het grootste op het land levende zoogdier aller tijden. Een groep op neushoorn lijkende, maar er niet aan verwant zijnde dieren waren de Embrithopoda zoals Arsinoitherium. Paarden waren tijdens het Eoceen uit Eurazië verdwenen maar bleven zich verder ontwikkelen in Noord-Amerika. Een voorbeeld van een Oligocene paardachtige was Mesohippus. De Brontotheriidae waren een groep onevenhoevigen die aan de paarden verwant waren, maar meer op neushoorns leken. Een voorbeeld is Brontotherium, gevonden in het Eoceen en Vroeg-Oligoceen van Noord-Amerika. Waarschijnlijk stierven ze uit als gevolg van de klimaatsverandering, waardoor de soorten planten waarmee ze zich voedden verdwenen. Een tegenwoordig uitgestorven familie onevenhoevigen die in het Oligoceen verscheen waren de Chalicotheriidae, waaronder Chalicotherium.

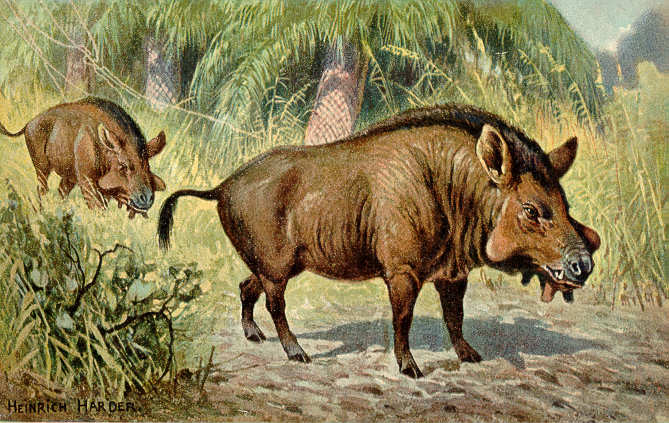
Elotherium, een entelodont uit het Oligoceen. Entelodonten waren grote evenhoevige alleseters, die op tegenwoordige varkens leken.

In het Oligoceen werden de evenhoevigen in aantallen voor het eerst belangrijker dan de onevenhoevigen. Camelidae (kameelachtigen) verspreidden zich over de Beringlandbrug van Noord-Amerika naar Azië. In het vroeg Oligoceen verschenen de eerste Suidae (varkens) in Azië en de eerste hertachtigen (Cervidae) in Europa. Een belangrijke groep omnivore evenhoevigen waren de tegenwoordig uitgestorven entelodonten, die wel op moderne varkens leken. De Proboscidea (slurfdieren) werden gedurende het Oligoceen steeds groter en ontwikkelden slurven en slagtanden.
Onder de carnivore zoogdieren stierven de Mesonychia uit in het Vroeg Oligoceen. Gedurende het Oligoceen bleven de tegenwoordig uitgestorven Creodonta een belangrijke rol spelen naast de moderne Carnivora (roofdieren). Een voorbeeld van een Oligocene creodont is Hyaenodon. De roofdieren, die in het Eoceen verschenen waren, ontwikkelden zich in het Oligoceen verder. Een voorbeeld van een Oligocene Canida (hondachtige) was Mesocyon. Binnen de tegenwoordig uitgestorven familie Nimravidae verschenen op sabeltandtijgers lijkende soorten als Hoplophoneus of Dinictis. De Nimravidae zouden na het Oligoceen verdrongen worden door de modernere Feliformia (katachtigen).
In Eurazië en vooral Afrika ontwikkelden ook de primaten zich verder, en dan vooral de apen, voorouders van de mensachtigen. Een voorbeeld van een primitieve aap was Aegyptopithecus, een in de bomen levend dier ter grootte van een kat met een ongewoon groot hersenvolume. Aan het einde van het Oligoceen verschenen waarschijnlijk de eerste robben. Waarschijnlijk ontwikkelden ze zich uit beer- of otterachtige voorouders. Ook verschenen tijdens het Oligoceen de eerste haasachtigen.
Onder de reptielen gingen de Choristodera aan het begin van het Oligoceen omlaag in het aantal geslachten, alleen nog de Lazarussuchus was over. Dit dier zou het echter wel tot aan het begin van het Mioceen redden. De Choristodera was een groep op die qua uiterlijk wel op de krokodillen leek maar er niet nauw aan verwant was. Tegelijkertijd verspreidden de slangen en hagedissen zich verder.

### Mariene fauna
Tussen het Eoceen en Oligoceen vond een belangrijke verandering plaats in de magnesium/calcium-verhouding van het zeewater. Omdat de vulkanische activiteit bij de mid-oceanische ruggen afnam, kwam er steeds minder calcium in het zeewater terecht. Dit maakte het mineraal aragoniet relatief stabiel. Soorten die hun skelet uit calciet opbouwden (zoals kalkig nannoplankton) namen af ten opzichte van het Eoceen, terwijl soorten die hun skelet uit aragoniet opbouwen (zoals koralen) toenamen. Het Oligoceen was het eerste tijdperk sinds het Krijt waarin weer grote riffen gevormd werden.
De walvissen, die tijdens het Eoceen verschenen waren, verspreidden en diversificeerden zich verder tijdens het Oligoceen. Twee nieuwe groepen, de tandwalvissen en baleinwalvissen, verdrongen de primitievere Archaeoceti, die in de loop van het Oligoceen als gevolg van concurrentie en misschien predatie door haaien verdwenen.